# Stade international Saïd Mohamed Cheikh
Stade international Saïd Mohamed Cheikh (en араб. ملعب سعيد محمد الشيخ الدولي‎) — футбольный стадион, расположенный на острове Нгазиджав Мицамиули, Коморы.

## История
Строительство стадиона началось в 2005 году в рамках программы FIFA's Win in Africa with Africa. Открыт в 2007 году. Своё название получил в честь бывшего главы Коморских островов Саида Мохамеда Шейка.
В ноябре 2007 года состоялся первый международный матч, когда сборная Комор дебютировали в отборочном турнире чемпионата мира по футболу 2010 года против сборной Мадагаскара.
В феврале 2008 года впервые принял матч Лиги чемпионов КАФ. Местный Куэн Норд встречался с маврикийским Кьюрпайп Старлайт в предварительном раунде сезона 2008 года.
На стадионе также проходили финалы мужского и женского Кубка Комор по футболу.
Является домашним стадионом самого успешного клуба в истории коморского футбола Куэн Норд.
С 2007 по 2019 год на нём также проводила свои матчи сборная Комор по футболу, ранее игравшая на Stade de Beaumer, а затем переехавшая на новый Stade Omnisports de Malouzini.